# Tochilinit
Tochilinit ist ein selten vorkommendes Mineral aus der Mineralklasse der „Sulfide und Sulfosalze“ mit der chemischen Zusammensetzung 6(Fe0,9S)·5[(Mg,Fe)(OH)2] und damit chemisch gesehen ein komplexes Eisen-Magnesium-Sulfid-Hydroxid. Das mit dem Hydroxidion verknüpfte Magnesium kann dabei allerdings teilweise durch Eisen ersetzt sein (Substitution, Diadochie).
Tochilinit kristallisiert im triklinen Kristallsystem und entwickelt zylindrisch-nadelige Kristalle bis etwa einen Zentimeter Länge, die auch hohl sein können (Röllchenstruktur). Er findet sich aber auch in Form von radialstrahligen Aggregaten, hauchdünnen krustigen Überzügen sowie verfilzten bis klumpigen Massen. Das Mineral ist in jeder Form undurchsichtig (opak) und zeigt auf den bronzefarbenen bis schwarzen Oberflächen einen metallischen Glanz.

## Etymologie und Geschichte
Erstmals entdeckt wurde das Mineral 1966 durch S. P. Molotkow bei der Untersuchung von Kernproben aus der Kupfer-Nickel-Lagerstätte „Nischnemamonskowo“ (russisch: Нижнемамонского) nahe der gleichnamigen Ortschaft Nischni Mamon („Nieder-Mamon“; russisch: Нижний Мамон) in der zentralrussischen Oblast Woronesch. Die Analyse und Erstbeschreibung des Minerals erfolgte durch ein Mineralogenteam, bestehend aus N. I. Organowa, Alexander Dmitrijewitsch Genkin (russisch Александр Дмитриевич Генкин; 1919–2010), W. A. Driz, S. P. Molotkow, O. W. Kusmina und A. L. Dmitrik (russisch: Н. И. Органова, А. Д. Генкин, В. А. Дриц, С. П. Молотков, О. В. Кузьмина, А. Л. Дмитрик), die es nach dem ehemaligen Professor für Geologie an der Staatlichen Universität Woronesch Mitrofan Stepanowitsch Totschilin (russisch Митрофан Степанович Точилин; 1910–1968) benannten. Im russischen Original lautet der Mineralname Точилинит. Von den Mineralogen wurde der Name selbst mit Tochilinite ins Englische übersetzt und soll entsprechend ausgesprochen wie „to-chi-lin-ait“ klingen.
In den meisten deutschsprachigen Quellen wird nur das im Englischen übliche ‚e‘ weggelassen und der Mineralname lautet hier entsprechend Tochilinit. Bei korrekter Transkription aus dem Russischen wäre die Schreibweise allerdings Totschilinit.
Das Mineralogenteam sandte seine Untersuchungsergebnisse und den gewählten Namen 1971 zur Prüfung an die International Mineralogical Association (interne Eingangs-Nr. der IMA: 1971-002), die den Tochilinit noch im gleichen Jahr als eigenständige Mineralart anerkannte. Ebenfalls im selben Jahr folgte die Publikation der Erstbeschreibung zunächst im russischen Fachmagazin Записки Всесоюзного Минералогического Общества [Sapiski Wsessojusnogo Mineralogitscheskogo Obschtschestwa] und wurde 1972 durch die Publikation der New mineral names im englischen Fachmagazin American Mineralogist bestätigt.

## Klassifikation
In der veralteten 8. Auflage der Mineralsystematik nach Strunz ist Tochilinit noch nicht verzeichnet.
Im zuletzt 2018 überarbeiteten und aktualisierten Lapis-Mineralienverzeichnis nach Stefan Weiß, das sich aus Rücksicht auf private Sammler und institutionelle Sammlungen noch nach dieser alten Form der Systematik von Karl Hugo Strunz richtet, erhielt das Mineral die System- und Mineral-Nr. II/C.23-40. In der „Lapis-Systematik“ entspricht dies der Klasse der „Sulfide und Sulfosalze“ und dort der Abteilung „Sulfide mit [dem Stoffmengenverhältnis] Metall : S,Se,Te ≈ 1 : 1“, wo Tochilinit zusammen mit Ekplexit, Ferrotochilinit, Ferrovalleriit, Haapalait, Kaskasit, Manganokaskasit, Valleriit, Vyalsovit und Yushkinit eine eigenständige, aber unbenannte Gruppe bildet.
Die seit 2001 gültige und von der IMA bis 2009 aktualisierte 9. Auflage der Strunz’schen Mineralsystematik ordnet den Tochilinit dagegen in die Abteilung der „Sulfide von Arsen, Alkalien; Sulfide mit Halogeniden, Oxiden, Hydroxiden, H2O“ ein. Diese ist zudem weiter unterteilt nach den in der Verbindung vorherrschenden Elementen bzw. Verbindungen, so dass das Mineral entsprechend seiner Zusammensetzung in der Unterabteilung „mit O, OH, H2O“ zu finden ist, wo es als einziges Mitglied die unbenannte Gruppe 2.FD.35 bildet.
Auch die vorwiegend im englischen Sprachraum gebräuchliche Systematik der Minerale nach Dana ordnet den Tochilinit in die Klasse der „Sulfide und Sulfosalze“ und dort in die Abteilung der „Sulfidminerale“ ein. Hier ist er als einziges Mitglied in der unbenannten Gruppe 02.14.02 innerhalb der Unterabteilung „Sulfide – einschließlich Seleniden und Telluriden Hydroxyl- oder Hydratisierte Sulfide“ zu finden.

## Kristallstruktur
Tochilinit kristallisiert in der triklinen Raumgruppe C1 (Raumgruppen-Nr. 1, Stellung 2) mit den Gitterparametern a = 5,37 Å; b = 15,65 Å; c = 10,72 Å; α = 90°; β = 95° und γ = 90° sowie 12 Formeleinheiten pro Elementarzelle.

## Bildung und Fundorte

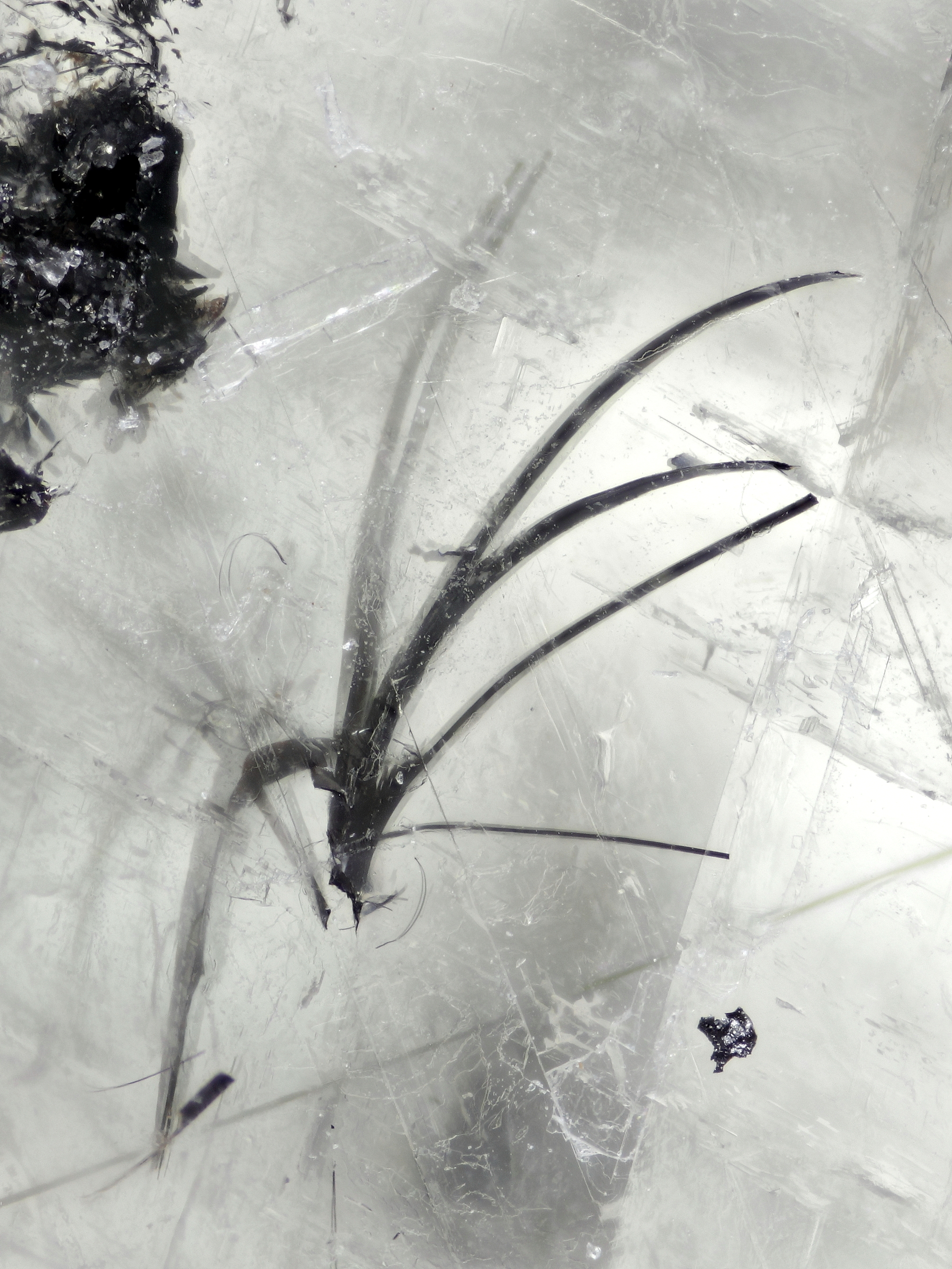
Gebogene, in Calcit eingewachsene, Tochilinitkristalle aus dem Otamo-Dolomitsteinbruch, Siikainen, Satakunta, Finnland (Sichtfeld 2 mm)

Tochilinit bildet sich in sulfidreichen, serpentinisierten ultramafischen Gesteinen, wo es teilweise in gesteinsbildender Menge vorkommen kann. An seiner Typlokalität „Nischnemamonskowo“ in der Oblast Woronesch fand sich das Mineral in Paragenese mit Calcit, Lizardit, Pyrrhotin, Sphalerit und Troilit.
Als seltene Mineralbildung konnte Tochilinit nur an wenigen Orten nachgewiesen werden, wobei weltweit bisher rund 60 Fundorte dokumentiert sind. Seine Typlokalität „Nischnemamonskowo“ ist dabei der bisher einzige bekannte Fundort in der Oblast Woronesch. Allerdings trat das Mineral noch an anderen Stellen in Russland auf, so unter anderem in der Asbest-Lagerstätte „Baschenowsk“ bei Asbest und im Kosva-Massiv bei Karpinsk in der Oblast Swerdlowsk (Ural), Westsibirien, im Putorana-Gebirge nahe der Stadt Norilsk in der Region Krasnojarsk (Mittelsibirien) sowie in den Kimberlit-Schloten „Udatschnaja“ (englisch auch Udachnaya-Vostochnaya) bei Udatschny und Mir bei Mirny in der Republik Sacha (Jakutien, Ferner Osten).
In Österreich konnte Tochilinit in zwei Steinbrüchen bei Loja in der niederösterreichischen Gemeinde Persenbeug-Gottsdorf sowie in Mineralproben, die beim Bau des zur Brucker Schnellstraße gehörenden Kirchdorftunnels in der Steiermark gesammelt wurden, entdeckt werden.
Der bisher einzige bekannte Fundort in der Schweiz ist die bekannte Grube Lengenbach im Binntal im Kanton Wallis.
Weitere irdische Fundorte liegen unter anderem auf der australischen Insel Tasmanien, im brasilianischen Bundesstaat São Paulo, in den kanadischen Provinzen Manitoba, Nunavut, Ontario und Québec, in der finnischen Gemeinde Siikainen, den italienischen Regionen Piemont und Venetien, auf der japanischen Insel Honshū, in der polnischen Woiwodschaft Schlesien, im britischen Landesteil England (Cornwall) sowie in den Klamath Mountains (Kalifornien), bei Rockville (Maryland) und in den Countys Berks und Lebanon (Pennsylvania).
Daneben fand sich Tochilinit als Bestandteil in vielen kohlenstoffhaltigen Chondrit-Meteoriten:
- Aguas Zarcas – Niedergang 2019 im Kanton San Carlos in der Provinz Alajuela, Costa Rica[18]
- Cold Bokkeveld (auch Koue Bokkeveld oder Koul Bokkeveld) – Niedergang 1838 in den Cold-Bokkeveld-Bergen (afrikaans: Koue Bokkeveld) im südafrikanischen Distrikt Cape Winelands[19][20]
- Crescent – Niedergang 1936 im Logan County (Oklahoma), USA[21]
- Diepenveen – Niedergang 1873 nahe dem gleichnamigen Dorf in der niederländischen Provinz Overijssel[22]
- Dhofar 225 – Gefunden 2001 im Gouvernement Dhofar des Sultanats Oman[23]
- Erevan – Niedergang 1911 oder 1912 nahe der armenischen Hauptstadt Jerewan
- Haripura – Niedergang 1921 im westindischen Distrikt Jhunjhunu[24]
- Jodzie (auch Yodze) – Niedergang 1877 nahe dem Dorf Juodžiai im Bezirk Panevėžys in Litauen[25]
- Kapoeta – Niedergang 1942 nahe dem gleichnamigen Ort im südsudanesischen Bundesstaat Eastern Equatoria[26]
- Maribo – Niedergang 2009 über der Insel Lolland in Dänemark
- Mighei – Niedergang 1889 in der ukrainischen Oblast Mykolajiw (englisch: Mykolayiv)[27]
- Murchison – Niedergang 1969 in der Nähe von Murchison in Victoria, Australien
- Murray – Niedergang 1950 nahe der gleichnamigen Stadt in Kentucky, USA[28]
- Nogoya – Niedergang 1879 bei Nogoyá im gleichnamigen Departamento der argentinischen Provinz Entre Ríos[29]
- Paris – Gefunden 2001 durch Jean-Jacques Corré in einer in Paris ersteigerten Box aus dem Nachlass des französischen Bergbau-Ingenieurs Jean Simon Colonna-Cimera, der Gruben im Ausland und in den französischen Kolonien beaufsichtigte.[30][31]
- Renazzo – Niedergang 1824 nahe der gleichnamigen Stadt in der italienischen Provinz Ferrara[32]
- Sutter’s Mill – Niedergang 2012 nahe dem gleichnamigen Sägewerk im Siedlungsgebiet Coloma (Kalifornien), USA[33]